# Ural (regiune)
Uralul (în limba rusă: Ура́л) este o regiune geografică din jurul Munții Ural, care se află în cea mai mare parte pe teritoriul Rusiei, dar include și partea de nord-vest a Kazahstanului. Această regiune nu este una cu caracter administrative, ci una cu caracter istoric, ea suprapunându-se peste regiunile vestice ale cursului fluviului Volga, ale regiunilor răsăritene ale Siberiei. În anumite perioade ale istoriei, zona Uralilor a fost cosiderată poarta de intrare în Siberia. În zilele noastre, denumirea „Ural” este folosită pentru două entități distincte: Districtul Federal Urali și Regiunea economică Urali. Dacă în cazul celei de-a doua entități, granițele ei respetctă frontierele istorice destul de fidel, în cazul Districtului federal este vorba mai degrabă de o împărțire pur administrativă, care omite Uralii de vest dar include zonele Siberiei occidentale.
Centrul istoric al Uralilor este Cerdîn, care este în zilele noastre doar un orășel în Ținutul Perm. Orașul Perm a fost centrul administrativ al guberniei cu același nume până în   1797. Cea mai mare parte a teritoriului regiunii istorice a Uralilor a fost inclusă în gubernia Perm. De-a lungul istoriei, centrul administrativ al Uralilor a fost mutat la Sverdlovsk (Ekaterinburg)  după Revoluția din Octombrie și războiul civil. În zilele noastre, Regiunea economică Urali nu are o capitală administrativă sau neoficială. Presa rusă numește uneori orașul Ekaterinburg drept „capitala” Uralilor, dar această onoare ar putea aparține și altor orașe precum Celiabinsk, Perm sau Ufa.  Ekaterinburg este centrul administrativ al Districtului Federal Urali.